# 昇交点黄経
昇交点黄経（しょうこうてんこうけい、英語: longitude of the ascending node）は、軌道要素の1つで、軌道の春分点から反時計回りの昇交点までの角度のことを指す。天体の座標を表すときに使われる。記号Ωを使って表す。
太陽系の惑星の昇交点黄経は以下のとおりである。
| 惑星   | 昇交点黄経 （度） |
| ------ | ----------------- |
| 水星   | 48.312            |
| 金星   | 76.637            |
| 地球   | 174.836           |
| 火星   | 49.512            |
| 木星   | 100.493           |
| 土星   | 113.625           |
| 天王星 | 74.018            |
| 海王星 | 131.781           |